# Disteganthus basilateralis
Disteganthus basilateralis är en gräsväxtart som beskrevs av Lem.. Disteganthus basilateralis ingår i släktet Disteganthus och familjen Bromeliaceae.
Artens utbredningsområde är Franska Guyana. Inga underarter finns listade i Catalogue of Life.